# Njiva
Njiva ili oranica vrsta je obradivog tla, koje se koristi u poljoprivredne svrhe. Koristi se za uzgoj kultiviranih vrsta biljaka — žitarica i industrijskog bilja. U Hrvatskoj se najveći broj obradivih površina nalazi u Slavoniji i u ravničarskim područjima.
Mnoge njive imaju granicu, obično sastavljenu od pojasa grmlja i vegetacije, koja se koristi za osiguranje hrane i kao sklonište potrebno za preživljavanje divljih životinja. Utvrđeno je da te granice mogu dovesti do povećanja raznolikosti životinja i biljaka u okolišu, ali u nekim slučajevima i do smanjenja prinosa usjeva.
Gornji sloj njive (oko 30 cm) koji je rastresit, obrađen i obogaćen organskim materijalom naziva se površinski sloj tla (vidi humus). Prirodne granice njiva obično su one koje je teško mijenjati, kao npr.: drveće, živice, potoci, staze ili umjetne granice kao što su: jarci, vrata i ograde. Obradivo zemljište može se prenamijeniti u građevinsko u sklopu urbanističkog planiranja i razvoja. Zbog toga se cijena kvadratnog metra često povećava više puta.
Njiva se najčešće ore. U uobičajenoj uporabi često navodimo njenu namjenu, odnosno kulturu koja se tu uzgaja: polje repe, pšenice, raži, zobi itd. Njiva označava parcelu zemlje s često jednim usjevom, njegovanu, zasijanu, oranu, navodnjavanu, omeđenu itd., dok livada podrazumijeva stočnu hranu (razne biljke koje se ili konzumiraju na ispaši ili pokose i uskladište) gdje koegzistiraju vrste biljaka koje su udomaćene, unesene i endemske vrste, tlo koje se rijetko preokreće, manje je ravno, manje bogato, manje izmijenjeno i obično manje novčano vrijedno. Prema prirodnim i dohodovnim uvjetima proizvodnje, oranice se raspodjeljuju u 8 bonitetnih razreda gdje 1. i 2. bonitetnomu razredu pripadaju najbolja tla, a 7. i 8. najlošija.
Nekada su njive povremeno mirovale, kako bi se tlo odmorilo i obnovilo svoj humus. Ugar je nametnut i/ili subvencioniran od strane zajedničke poljoprivredne politike u Europi nekoliko godina kako bi se ograničili poljoprivredni viškovi i iz ekoloških razloga, a zatim je ukinut na zahtjev ministara poljoprivrede velikih poljoprivrednih zemalja.

## Galerija
- Krajolik Hrvatskog zagorja.
- Polje smilja.
- Polje na kršu kod Starigrada-Paklenice.
- Njive u Puričanima.